# Granite Shoals
Granite Shoals è un centro abitato degli Stati Uniti d'America, situato nella contea di Burnet dello Stato del Texas.

## Geografia fisica
Granite Shoals è situata a 30°35′13″N 98°22′54″W, sette km a ovest di Marble Falls e 44 km a nord ovest di Austin, sulla sponda orientale del Lake Lyndon B. Johnson.
Secondo lo United States Census Bureau, ha un'area totale di 3,2 miglia quadrate (8,3 km²), di cui 2,5 miglia quadrate (6,5 km²) è terreno e 0,8 miglia quadrate (2,1 km²) (24.07%) è acqua.

## Società

### Evoluzione demografica
Secondo il censimento del 2000, c'erano 2.040 persone, 825 nuclei familiari, e 593 famiglie residenti nella città. La densità di popolazione era di 828,3 persone per miglio quadrato (320,2/km²). C'erano 1.224 unità abitative a una densità media di 497,0 per miglio quadrato (192,1/km²). La composizione etnica della città era formata dall'86,57% di bianchi, l'1.13% di afroamericani, lo 0,74% di nativi americani, lo 0,05% di asiatici, lo 0,05% di isolani del Pacifico, il 10,44% di altre razze, e l'1.03% di due o più etnie. Ispanici o latinos di qualunque razza erano il 21,18% della popolazione.
C'erano 825 nuclei familiari di cui il 27,6% avevano figli di età inferiore ai 18 anni, il 59,3% erano coppie sposate conviventi, l'8.1% aveva un capofamiglia femmina senza marito, e il 28,1% erano non-famiglie. Il 22,2% di tutti i nuclei familiari erano individuali e il 10,9% aveva componenti con un'età di 65 anni o più che vivevano da soli. Il numero di componenti medio di un nucleo familiare era di 2,47 e quello di una famiglia era di 2,87.
La popolazione era composta dal 23,9% di persone sotto i 18 anni, il 7,0% di persone dai 18 ai 24 anni, il 25,8% di persone dai 25 ai 44 anni, il 23,8% di persone dai 45 ai 64 anni, e il 19,5% di persone di 65 anni o più. L'età media era di 40 anni. Per ogni 100 femmine c'erano 100,8 maschi. Per ogni 100 femmine dai 18 anni in giù, c'erano 96,3 maschi.
Il reddito medio di un nucleo familiare era di 31.283 dollari, e quello di una famiglia era di 34.053 dollari. I maschi avevano un reddito medio pro capite di 24.948 dollari contro i 20.000 dollari delle femmine. Il reddito medio pro capite era di 17.434 dollari. Circa il 10,6% delle famiglie e il 14,4% della popolazione erano sotto la soglia di povertà, incluso il 20,6% di persone sotto i 18 anni e il 7,1% di persone di 65 anni o più.